# Salima Abi Rashed
Salima Abi Rashed, född 1887, död 1919, var en libanesisk feminist, jurist och redaktör.  
Hon har kallats för den första kvinnliga advokaten i Libanon. Hon utgav under året 1914 tidningen Fatat Lobnan, som varade endast en kort tid men som är känd som en av de första feministiska tidningarna i Libanon; den drev främst frågan om kvinnors rätt till yrkesarbete.